# Soonhope Burn
Der Soonhope Burn ist ein Bach in den schottischen Council Areas Midlothian und Scottish Borders.

## Verlauf
Der Fluss entspringt in einer Höhe von rund 510 m an den Südhängen des 588 m hohen Cardon Law in den Moorfoot Hills. Er folgt dem Westhang der Makeness Kipps in südwestlicher Richtung und verläuft dann nach Südosten vor der Südflanke des Makeness Hills. Der Westflanke der Dunslair Heights in südlicher Richtung folgend, verlässt der Soonhope Burn am Ven Law den Glentress Forest und tritt am Ostrand von Peebles in die Ebene des River Tweed ein. Nach einem Lauf von rund 11,24 Kilometern mündet er von links in den Tweed. Seine Mündungshöhe beträgt rund 160 m. Auf seinem Lauf nimmt der Soonhope Burn verschiedene kleine Bäche auf.

## Umgebung
Entlang seines Laufs finden sich verschiedene Besiedlungsspuren. Hervorzuheben sind die Ruinen des Shieldgreen Tower, einem Tower House aus dem 16. Jahrhundert. An den Hängen des Ven Law sind die Überreste einer früheren Siedlung am rechten Ufer des Soonhope Burn erkennbar. In Peebles trieb das Wasser des Soonhope Burn einst eine Mühle, der Soonhope Mill, an. Benachbart befindet sich eine denkmalgeschützte Lodge des Peebles Hydro Hotels. Ein kurzes Stück vor seiner Mündung durchquert der Soonhope Burn das Anwesen von Kerfield House, einer um 1800 errichteten, denkmalgeschützten Villa.

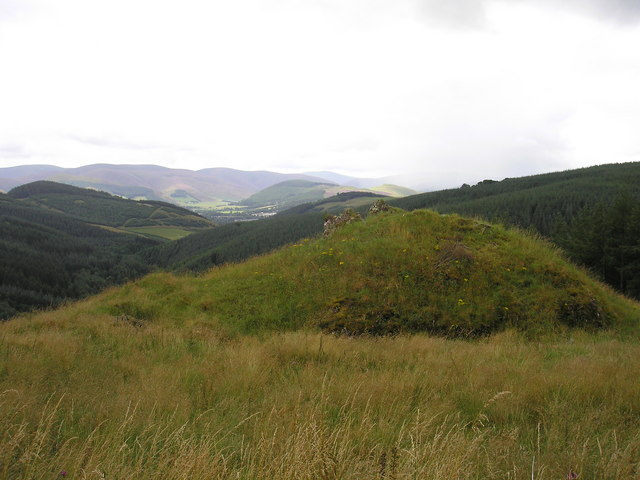
Shieldgreen Tower
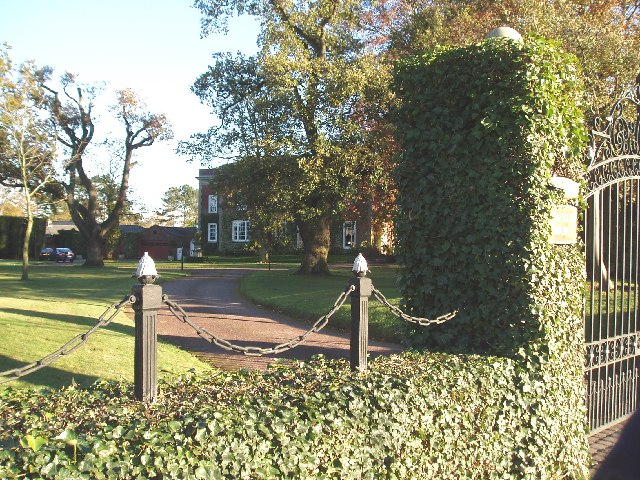
Kerfield House